# Enicospilus cubitalis
Enicospilus cubitalis är en stekelart som först beskrevs av Szepligeti 1906.  Enicospilus cubitalis ingår i släktet Enicospilus och familjen brokparasitsteklar. Inga underarter finns listade i Catalogue of Life.